# 善竹忠一郎
善竹 忠一郎（ぜんちく ちゅういちろう）は、能楽師狂言方大蔵流の名跡。現在は空き名跡。
- 初世善竹彌五郎 - 当該項目で記述。
- 二世善竹彌五郎 - 後の二世善竹彌五郎。

## 初世
初世善竹 忠一郎（ぜんちく ちゅういちろう、1910年（明治43年）1月25日 - 1987年（昭和62年）5月23日）は、狂言方大蔵流能楽師。
初世善竹彌五郎の長男として兵庫県神戸市に生まれた。後に京都に移住し、旧制京都紫野中学校（現・京都市立紫野高等学校）中退した後、父及び祖父であった2世茂山忠三郎から能楽を学ぶ。
1916年（大正5年）に初めて舞台に立った後、1963年（昭和38年）に日本能楽会会員となる。1981年（昭和56年）には勲五等双光旭日章を受賞した。二世善竹彌五郎は長男。